# That's What You Get
«That's What You Get» —en español: «Eso es lo que obtienes»— es una canción interpretada por el grupo estadounidense Paramore, incluida como segunda pista y cuarto sencillo del disco Riot! (2007). Escrita por Hayley Williams y Josh Farro —respectivamente, vocalista y guitarrista de la banda—, junto con Taylor York —integrante de gira—, fue producida por David Bendeth y lanzada como single el 12 de mayo de 2008.

## Video musical
El video de la canción fue dirigido por Marcos Siega (quien ya había trabajado con bandas como P.O.D., Blink-182, System of a Down y Papa Roach) y filmado en Nashville, Tennessee, entre el 2 y 3 de marzo de 2008. 
El vídeo muestra a la banda tocando en una sala de estar con escenas entre dos amantes, protagonizados por Aaron Holmes, de la banda Death In The Park, y Jenna Galing. Durante el transcurso del vídeo, Paramore hace una actuación de esta canción mientras amigos de la banda y familiares toman fotografías, hablan y disfrutan de estar allí. Eventualmente, la pareja llega a la casa donde transcurre todo y mientras la novia se sienta en un sofá, el novio reconoce a una amiga entre las invitadas y comienza a charlar con ella, olvidando a su pareja. La novia los mira y cuando observa que los otros dos se toman de la mano, sale y comienza a llorar. El vídeo finaliza con los novios tomándose una fotografía con un teléfono celular mientras se besan.
El vídeo fue filmado justo una semana después de que Paramore cancelara su gira por Europa debido a "cuestiones personales", lo cual suscitó una ola de rumores sobre una eventual ruptura de la banda. La vocalista Hayley Williams dijo que debido al frágil y delicado momento que pasaban, pensaron que era mejor realizar un video musical sencillo y mantener el rodaje bajo llave, sólo entre familiares y amigos, una especie de sesión de terapia, la cual necesitaban desesperadamente. 

Tuvimos un montón de amigos aquí, y realmente se sintió como si fuera una sesión de terapia. Marcos fue genial al respecto, me dijo "trae a tus amigos". Algunas de las escenas del video fueron filmadas precisamente en las casas de nuestros amigos y fue todo tan real... Creo que es la primera vez que en un video verás lo que realmente pasa.

Esta canción fue confirmada para salir en la segunda entrega de Rock Band.

## Recepción

### Desempeño comercial

#### Posicionamiento en listas
| Listas (2008)                          | Posición más alta |
| -------------------------------------- | ----------------- |
| Argentina Singles Chart                | 20                |
| Brasil Hot 100                         | 48                |
| México Top 100                         | 62                |
| Nueva Zelanda RIANZ Singles Chart      | 35                |
| Perú Mega Planeta                      | 1(x4)             |
| Portugal Single Charts                 | 34                |
| UK Singles Chart                       | 55                |
| U.S. Billboard Hot 100                 | 66                |
| U.S. Billboard Pop 100                 | 18                |
| U.S. Billboard Hot Modern Rock Tracks  | 36                |
| U.S. Billboard Top 40 Mainstream       | 26                |
| Los 10+ Pedidos MTVla Norte            | 1 (x8)            |
| Los 10+ Pedidos MTVla Centro           | 1 (x12)           |
| Los 10+ Pedidos MTVla Sur              | 1 (x9)            |
| Los 100+ Pedidos del 2008 MTVla Norte  | 2                 |
| Los 100+ Pedidos del 2008 MTVla Centro | 3                 |
| Los 100+ Pedidos del 2008 MTVla Sur    | 4                 |
| MTV World 10 Top                       | 1(x12)            |

## Certificaciones
| País           | Organismo certificador | Certificación |
| -------------- | ---------------------- | ------------- |
| Estados Unidos | RIAA                   | Oro           |